# Agnolo Gaddi

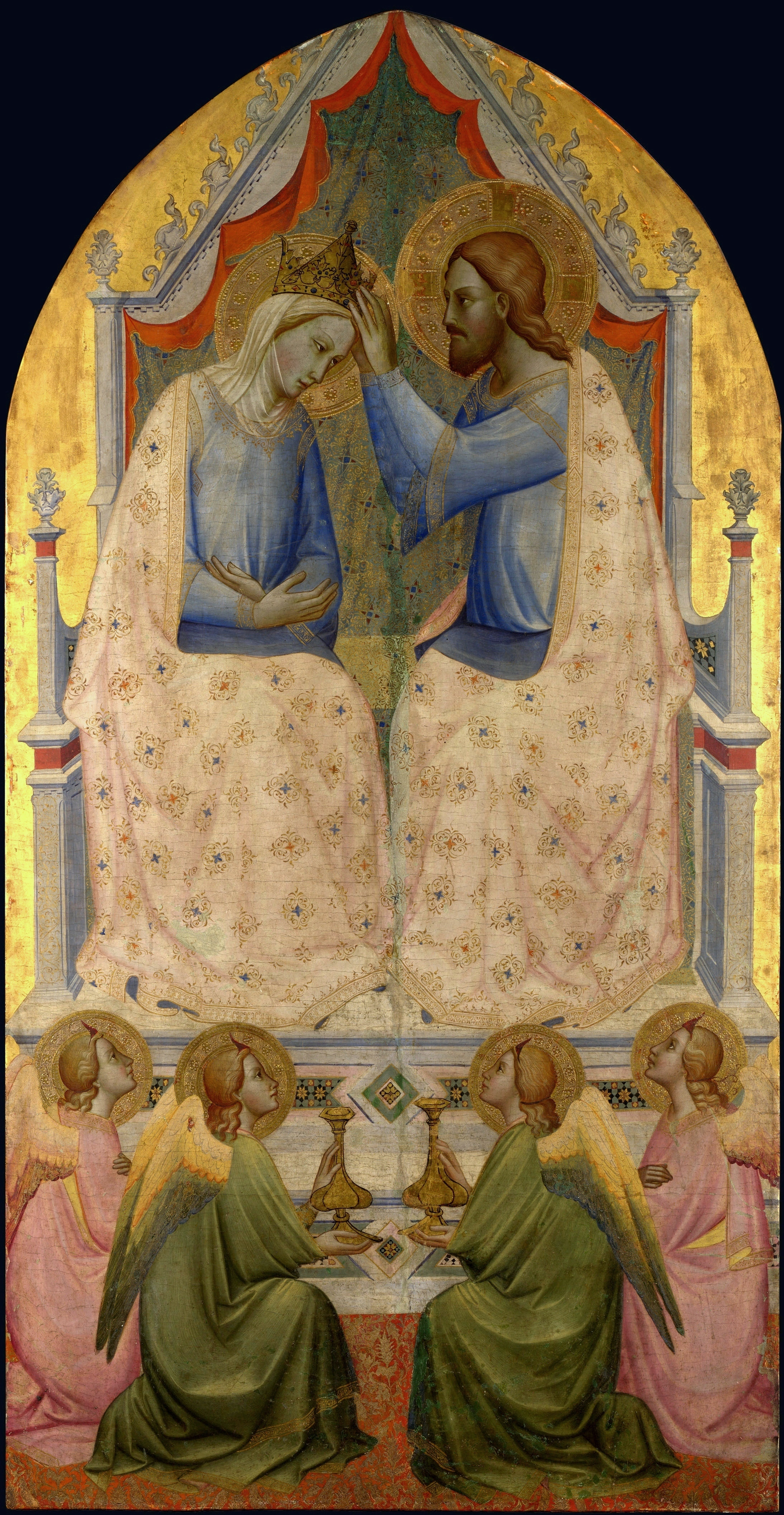
Coronación de la Virgen, National Gallery de Londres.

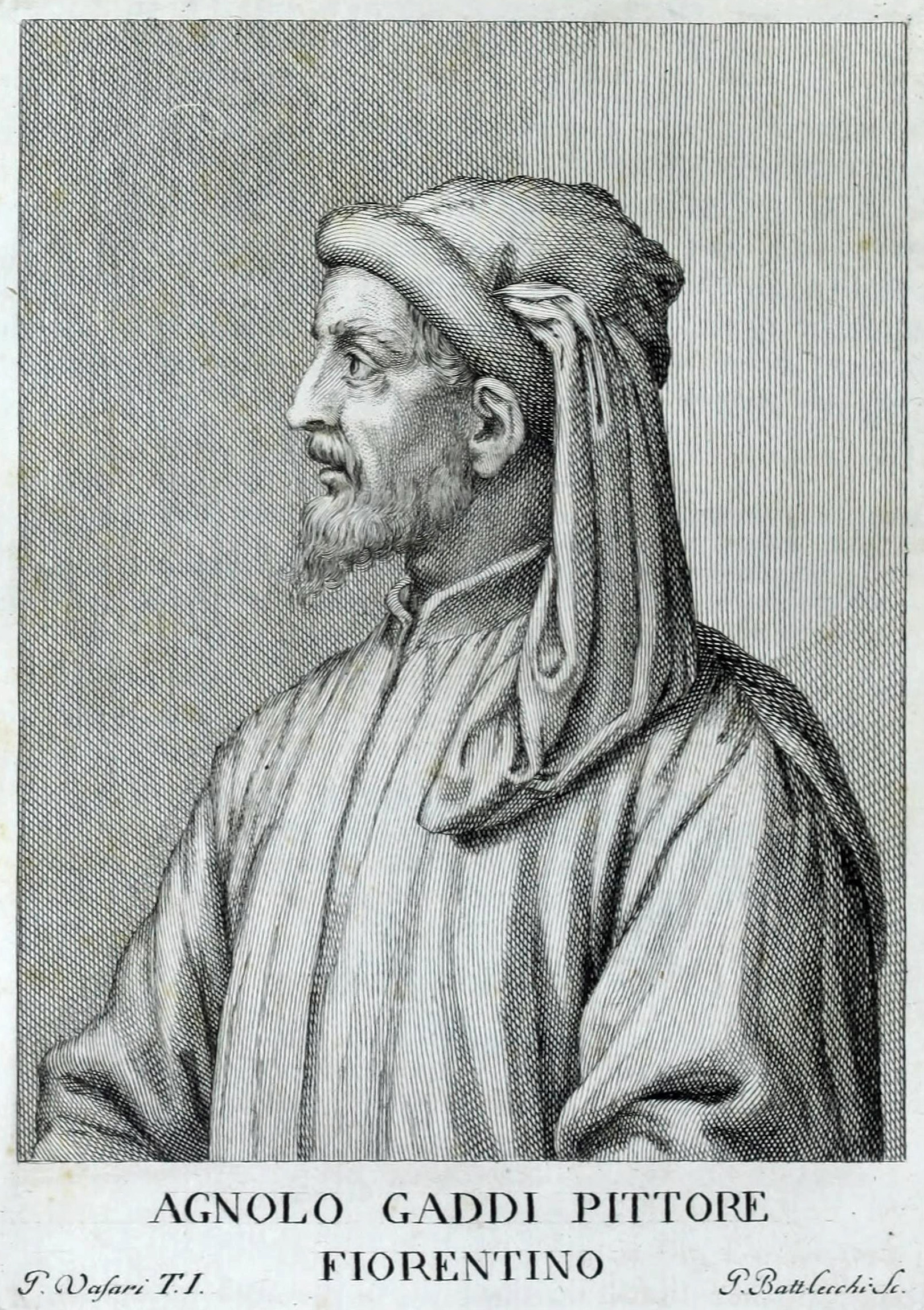
Agnolo Gaddi

Agnolo Gaddi, (muerto en Florencia en 1396) fue un pintor italiano, hijo de Taddeo Gaddi.
Su estilo es un término medio entre el de Giotto y el naciente gótico internacional. En 1394 decoró la bóveda de la capilla mayor de la basílica de la Santa Croce (Florencia) con escenas de la leyenda de la Santa Cruz, en las que se revela como buen narrador. En el mismo templo decoró la capilla Castellani con episodios de las vidas de Nicolás de Bari, los Santos Juanes y San Antonio Abad. Otras obras suyas son asimismo una Crucifixión (h. 1380, Palacio de los Uffizi), una Madonna de la Misericordia y un San Francisco recibiendo los estigmas (Escuela florentina). Intervino en la decoración al fresco de la capilla del Cinturón de la Virgen en la catedral de Prato. El Museo Thyssen-Bornemisza de Madrid conserva una Crucifixión, datada alrededor de 1390 que debió rematar una obra de mayores dimensiones.